# Свети Наум (манастир)
„Свети Наум“ (на македонска литературна норма: „Свети Наум“) е православен манастир в Северна Македония.

## Местоположение
Разположен е на югоизточния бряг на Охридското езеро, в непосредствена близост до границата с Албания и на 30 километра южно от град Охрид. В миналото едно от средищата на Охридската архиепископия, днес манастирът е под управлението на Дебърско-Кичевската митрополия.

## История
Манастирът е построен през 893-900 година от свети Наум Охридски, най-младият от първите ученици на свети Кирил и Методий, със съдействието на българските владетели Борис и Симеон. След като прекратява учителската си дейност, през 900 година Наум Охридски се оттегля в този манастир. След смъртта му на 23 декември 910 година манастирската църква, първоначално носеща името „Свети Архангели“, започва да бъде наричана с неговото име. В нея се съхраняват и мощите на Свети Наум Охридски.
Манастирът е с типичната византийска архитектура. Манастирската църква е кръстокуполна и изграждането и протича на няколко етапа между IX век и XIV век. По двата си притвора тя прилича на охридската църква „Света Богородица Перивлепта“. След пожар през 1711 година е поставен нов иконостас, зографисан от йеромонах Константин. В 1806 година зографът Търпо рисува нови стенописи по поръчка на игумена Стефан от Пловдив, хаджи Яков и епитропа Иван Гаврилов. Вляво от входа е изобразен като ктитор на храма „Михаил, архонт на България“. Надписите на всички икони и стенописи са на гръцки език.
В средата на XIX век игуменът грък Дионисий изгаря славянските книги в манастира.
Самият манастир е преустройван неколкократно. Така през втората половина на XVII век игуменът Гавриил изгражда болница. Надписът над входа е от 1806 година и гласи:
| „ | Ἀνιστορήθη ὁ παρῶν οὗτος καὶ σεβάσμιος ναὸς τοῦ ὁσίου κ(αὶ) θεοφόρου πατρὸς ἡμῶν Ναοὺμ τοῦ θαυματουργοῦ διὰ ἐξόδων καὶ ἐπισταστίας τοῦ πανοσιοτάτου καθηγουμένου κὺρ Στεφάνου ἐκ Φιλιππουπόλεως. τοῦ καὶ νέου κτήτορος ἐπὶ τῶν ἡμερῶν τοῦ πανιεροτάτου μροπολίτου ἁγίου Πρεσπῶν κυρίου Καλλινίκου, καὶ τοῦ συνδρομίτου χατζὴ κυρίου Ἰακώβου, καὶ τοῦ ἐπιτρόπου τῆς ἱερᾶς ταύτης μονῆς κύρ Ἰωάννου Γαβριήλ. Διὰ χειρὸς ἐμοῦ Τέρπου ζωγράφου ὑιοῦ Κωνσταντίνου ζωγράφου ἐκ Κοριτζᾶς. ἐπὶ ἔτος ͵αως: σεπτεμβρίου ς’⋮ Изписа се този честен храм на преподобния и богоносен отец наш чудотворец Наум, с иждивението и надзора на всепреподобния катигумен господин Стефан от Пловдив, нов ктитор, през дните на всесветейшия митрополит на Преспа господин Калиник, и с помощта на хаджи господин Яков и епитропа на свещения този манастир господин Йоан Гавриил. От ръката на Търпо Зограф, син на Константин Зограф от Корча, в година 1806, септември 6 | “ |

През 1811 година са пристроени покрити тераси. В 1845 година манастирът е засегнат от пожар, а през 1870 година изгаря напълно, с изключение на църквата, и сегашните манастирски сгради са изградени след това. По това време в манастира вече не пребивават монаси. През 1873 година той преминава под управлението на гръцката църковна община в Охрид. През Възраждането в деня на Свети Наум, в манастира се е провеждал панаир.
След завладяването на Охридско от Сърбия в 1912 година, край манастира е построена кралска резиденция и новата църква „Свети Иван Владимир“.
В миналото манастирът „Свети Наум“ притежава значителна собственост, в резултат на многобройни дарения. Така в средата на XIX век той разполага с 8 хиляди овце и доходите от селата Любанища, Поян и Стение.
През 1923 година е предаден като коледен сватбен подарък от бъдещия албански крал Ахмед Зогу за кралската двойка Александър I Караджорджевич и Мария Румънска.
Манастирът „Свети Наум“ е поклонническа дестинация. Традиционно се смята, включително от мюсюлманското население в региона, че поклонението там помага при психични заболявания, което води до появата на българската поговорка „Или ум или Свети Наум“. В миналото поклонниците са можели да пренощуват в помещението до параклиса с гроба на основателя на манастира свети Наум, отдясно на манастирската църква, в молитви за изцеление, а днес – в обособена хотелска част.
Манастирският църковен празник е денят на Свети Наум Охридски – 20 юни. Други големи манастирски празници са зимният ден на Свети Наум – 23 декември, 27 юли, когато се почита паметта на свети Седмочисленици и денят на Свети Архангели, в чиято чест е построен първоначално манастирът.